# 南部町立剣吉小学校
南部町立剣吉小学校（なんぶちょうりつ けんよししょうがっこう）は、青森県三戸郡南部町剣吉にあった公立小学校。

## 概要
旧名川町の一部を学区とした。主な進学先は、学区内の南部町立名川中学校であった。

## 沿革
- 1875年（明治8年）7月 - 青森県第7大学区 第17中学区として創立する[1]。
- 1878年（明治11年）10月5日 - 大坊二番戸に校舎新築。
- 1886年（明治19年） - 小学校令により、剣吉尋常小学校と改称。
- 1892年（明治25年） - 虎渡分校設置。
- 1905年（明治38年）6月1日 - 高等小学校を併置し、北川村立剣吉尋常高等小学校と改称。
- 1908年（明治41年）7月17日 - 剣吉山分教場設置。
- 1911年（明治44年）7月17日 - 剣吉山分教場廃止。
- 1913年（大正2年）9月1日 - 校舎を、大館17番地（現在地）に移転増築。
- 1914年（大正3年）3月13日 - 校歌制定。
- 1934年（昭和9年）4月 - 斗賀小学校を統合する。
- 1941年（昭和16年）4月1日 - 国民学校令により、剣吉国民学校と改称。
- 1947年（昭和22年）4月1日 - 学校教育法により、北川村立剣吉小学校と改称。同日、剣吉中学校を併置し、高等科生を中学校に移籍。
- 1950年（昭和25年）11月22日 - 剣吉中学校独立校舎に移転。
- 1955年（昭和30年）7月 - 町村合併により、名川町立剣吉小学校と改称。
- 1958年（昭和33年）4月1日 - 森越小学校を統合する。
- 1967年（昭和42年）6月3日 - 鉄筋コンクリート校舎竣工。
- 1972年（昭和47年）9月 - 交通安全教育センター完成。
- 1975年（昭和50年）7月 - 創立100周年記念式典挙行。
- 1995年（平成7年）
  - 7月 - 創立120周年記念式典挙行。記念事業として、屋根付き相撲場完成[2]。
  - 10月 - 川守田三次郎氏より、コンサート用グランドピアノ寄贈。
- 2006年（平成18年）1月1日 - 町村合併により、南部町立剣吉小学校と改称。
- 2011年（平成23年）
  - 3月 - 校舎耐震改修完了[3]。
  - 4月 - 同年度から青森県教育委員会からの委託により、「明日へはばたくおあもりっ子キャリア教育推進事業」に取り組む。
  - 9月 - 屋体耐震改修完了[3]。
- 2015年（平成27年）11月 - 創立140周年記念式典挙行。
- 2022年（令和4年）10月22日 - 閉校式典挙行[4]。
- 2023年（令和5年）4月 - 名川地区の小学校統合により閉校[5]。

## 年間行事
- 4月 - 始業式、入学式、交通安全教室、参観日
- 5月 - 遠足、JRC登録式、避難訓練、運動会
- 6月 - スポーツテスト、お楽しみ会、町陸上競技記録会
- 7月 - 児童総集会、芸術鑑賞会、宿泊学習、国内交流
- 8月 - 県学力テスト、町水泳記録会
- 9月 - 校内相撲大会、クリーン作戦、前期終業式、後期始業式
- 10月 - 国際音楽の日、学習発表会、マラソン大会
- 11月 - 避難訓練、就学時健診、児童作品展
- 12月 - 参観日、児童総集会
- 1月 - 身体計測、避難訓練
- 2月 - 新入学児保護者説明会、中学校体験入学、なわとび大会
- 3月 - 6年生を送る会、卒業式、修了式

## 部活動
- 野球部
- バスケットボール部
- サッカー部
- 音楽部

## 学区
剣吉、虎渡、森越、斗賀。

## 周辺
- 青い森鉄道青い森鉄道線
  - 剣吉駅[6]
- 南部町立剣吉公民館

## アクセス
- 南部町役場本庁舎から約4.5km、車で約10分
- 南部町健康センターから約3.7km、車で約6分
- 南部町役場南部分庁舎から約7.7km、車で約14分

## 参考資料
- 『青森県教育史 別巻』（青森県教育委員会・1973年12月20日発行）「学校沿革 小学校」853頁～854頁「剣吉小学校」